# Scopula perlata
Scopula perlata là một loài bướm đêm trong họ Geometridae.